# Don Mancini
George Donald Mancini, noto come Don Mancini (25 gennaio 1963), è un regista e sceneggiatore statunitense.
Si tratta del creatore del personaggio di Chucky, il diabolico bambolotto assassino che appare nella saga cinematografica de La bambola assassina. Ha inoltre sceneggiato e diretto vari episodi del franchise.

## Biografia
Il suo debutto come sceneggiatore avviene con Ork (Cellar Dweller) un horror del 1988. Successivamente Mancini scrive La bambola assassina che sarà diretto da Tom Holland ed interpretato da Alex Vincent, Chris Sarandon, Catherine Hicks e Brad Dourif. Il film si rivela nel tempo un grande successo di pubblico, ottenendo il titolo di film di culto e ponendo le basi per un longevo franchise.
Dopo aver sceneggiato un episodio de I racconti della cripta torna in sede di sceneggiatura per il seguito della saga di Chucky, La bambola assassina 2 stavolta diretto da John Lafia. Sceneggerà poi il terzo ed il quarto film della saga, fino ad arrivare alla regia per il quinto, Il figlio di Chucky. Ha anche diretto il sesto e il settimo capitolo della saga, La maledizione di Chucky e Il culto di Chucky. Mancini è inoltre il creatore della serie TV Chucky, di cui ha anche diretto alcuni episodi.

## Vita privata
Mancini è dichiaratamente omosessuale.

## Filmografia

### Regista
- Il figlio di Chucky (2004)
- La maledizione di Chucky (2013)
- Il culto di Chucky (2017)
- Chucky - serie TV (2021-2024)

### Sceneggiatore
- Ork (1988)
- La bambola assassina (1988)
- La bambola assassina 2 (1990)
- La bambola assassina 3 (1991)
- La sposa di Chucky (1998)
- Il figlio di Chucky (2003)
- La maledizione di Chucky (2013)
- Il culto di Chucky (2017)
- Chucky - serie TV (2021-2024)